# Сарабья, Симеон Куба
Симеон Куба Сарабья (исп. Simeón Cuba Sarabia, также известный как Вилли (Willy); 15 января 1935 — 9 октября 1967) — член партизанской колонны Армии Национального Освобождения Боливии под руководством Че Гевары в Боливии.

## Биография

### Молодые годы
Родившись в боливийском районе Кочабамба, он рано стал лидером среди оловодобытчиков города Уануни и служил секретарем как их профсоюза, так и секретарем местной милиции, созданной профсоюзом. Он также участвовали в различных общественных движениях помощи семьям шахтеров. Куба Сарабья вступил в Коммунистическую партию Боливии, но вышел из неё в 1965 году, чтобы стать членом Боливийской Марксистско-Ленинской Партии, которая предпочитала военные принципы прихода к власти. После вступления в неё, он стал призывать к тому, чтобы партия на практике стала применять эти принципы. За что и был исключен из неё вместе с Мозесом Геварой. Именно через Мозеса Гевару он попал в партизанский отряд Че Гевары в марте 1967. Мозес и Че не были друг другу родственниками.

### В партизанском отряде
Выбранный в центральный отряд, ведомый самим Че Геварой, Вилли показал себя дисциплинированным и смелым солдатом. Несмотря на это, и возможно из-за своей крайне осторожной натуры, Че первое время не доверял Симеону, и в своем дневнике за сентябрь 1967 года писал: «Моральные качества большинства группы в основном хорошие, и у меня есть сомнения только в отношении Вилли, что он может воспользоваться некоторой неразберихой для побега …» Его подозрения вскоре оказались напрасными.
8 октября 1967 года, во время последнего боя их партизанского отряда в ущелье Quebrada del Churo, Вилли вел центральную группу, пытаясь вырваться из окружения боливийской армией. Он был почти на вершине одной из отвесных скал ущелья, когда Че Гевара следовавший за ним попал по автоматный огонь, ранивший его в ногу. Вилли вернулся к команданте. Он взвалил его на себя и утащил в зону недоступную прямому огню боливийских солдат. Однако оба партизана тут же оказались окружены другой группой спецназовцев, которые тут же открыли по ним огонь. Гевара и Вилли отстреливались до тех пор пока одна из пуль не сбросила берет Че, а вторая не разбила его карабин M-2. Вилли опять оттащил Эрнесто с линии огня и прикрыл его своим телом. Между ними и боливийцами было около 10 метров, завязалась новая перестрелка в которой не прикрытый ничем Вилли был тут же ранен и не мог двигаться. Видя солдат приближающихся к Че, он крикнул, «Это команданте Гевара, уважайте его!»

### Казнь
Спецназовцы отнесли Че Гевару и Вилли в ближайшую деревню Ла-Игуэйра, где их заперли в разных классах местной школы на ночь. На следующий день, после получения приказа от президента Боливии Рене Баррьентоса о том что все пленные должны быть казнены, капитан боливийской армии Рамос, он же агент ЦРУ Феликс Родригес, послал команду из трех солдат для выполнения приказа в школу. Солдаты сначала вошли в комнату в которой лежал Вилли и изрешетили его несколькими очередями из автоматов. Перед смертью Вилли успел крикнуть, «Я горжусь тем что умру рядом с Че!» Это были возможно последние слова Вилли которые слышал Эрнесто Че Гевара, потому что он был казнен сержантом Тераном несколько минут позже. В 2006 году кубинские врачи в Боливии вылечили Тирану катаракту глаз, не зная что лечат убийцу Че. Тот записался на прием под чужим именем.

## Находка останков и захоронение на Кубе
Боливийские вооруженные силы отказались дать информацию о месте захоронения Кубы Сарабьи, Че Гевары, и других партизан. Спустя почти 30 лет после казни, 28 июня 1997 года, кубинская команда криминалистов обнаружила семь их скелетов в одной яме под вспомогательной взлетной полосой аэропорта города Валлегранде. Останки партизан были перевезены на Кубу и 17 октября 1997 года их похоронили с самыми большими военными почестями в мавзолее Че Гевары в кубинском городе Санта Клара.